# قصر عمري الأثري
يقع قصر عمري الأثري في بلدة سبسطية الواقعة على بعد 15 كم شمالي غرب مدينة نابلس بالضفة الغربية في فلسطين.

## لمحة تاريخية
شُيد قصر عمري الأثري قبل ثلاثة آلاف عام، وبالتحديد عام 876 قبل الميلاد، على يد الملك العمري، الذي أسس مدينة سبسطية، وحصنها بالأسوار، واتخذها عاصمة له، وسماها "سمارية" قبل أن تتعاقب عليها الحضارات المختلفة بدءًا من الحضارة الكنعانية ثم الآشورية والبابلية والفارسية، ثم الحقبة الهيلنستية أعقبتها الحضارة الرومانية ثم البيزنطية ثم دخلت الحقبة الإسلامية، والتي تخللتها فترات وقعت فيها البلدة تحت سيطرة الصليبيين، ونتيجة لتلك الحضارات المتعاقبة تغير اسم البلدة في النهاية إلى سبسطية. بني قصر عمري الأثري من الحجر الجيري الأبيض المصقول في أعلى نقطة في مدينة سبسطية الأثرية، وكان يطلق عليه في ذلك الوقت «بيت العاج».
سعت السلطات الإسرائيلية إلى عزل المنطقة الأثرية الواقعة في بلدة سبسطية، ومن ضمنها قصر عمري الأثري، عن الجزء الذي يسكنه الفلسطينيون من البلدة، وفرض رسوم للوصول إليها من المناطق الأخرى ضمن مخطط التهويد ومحو آثار الحضارات غير العبرية، وساعد على ذلك وقوع تلك المواقع الأثرية ضمن المنطقة ج من الضفة الغربية، والتي تخضع لإدارة السلطات الإسرائيلية وفقًا لاتفاقية أوسلو مما جعل القصر وغيره من المواقع الأثرية بالبلدة تعاني الإهمال والتهميش.